# Gu Mei
Gu Mei (顧媚), née en 1619 à Shangyuan au Jiangsu (actuelle Nanjing), morte en 1663 ou 1664, est une artiste peintre chinoise.
Autres noms : Gu Meisheng, Gu Hengbo.
Courtisane ayant reçu une éducation dans les domaines de la peinture, de la musique et de la poésie, elle devient la concubine de Gong Dingzi (en) (1615-1673). Elle est particulièrement réputée dans la peinture d'orchidées.

## Œuvres
- Orchidées solitaires, rouleau, Musée national du palais, Taipei.
- Orchidées et rochers, rouleau, The Smithonian's Museums of Asian Art[2].

Orchidées solitaires. Musée national du palais, Taipei.